# Afrobolivians
Els afrobolivians (i afrobolivianes) són els membres d'un grup humà que, essent de nacionalitat boliviana, són descendents dels antics esclaus que foren portats d'Àfrica. Són els afrodescendents de Bolívia. Els seus orígens es remonen a l'arribada dels conquistadors castellans que van portar al territori de l'actual Bolívia una gran quantitat de grups d'esclaus perquè treballassin intensament en les seves mines, plantacions i com a treballadors de la llar.
S'estima que en l'actualitat hi ha més de 26.000 afrodescendents a Bolívia.

## Història

### Els negres a les mines de plata

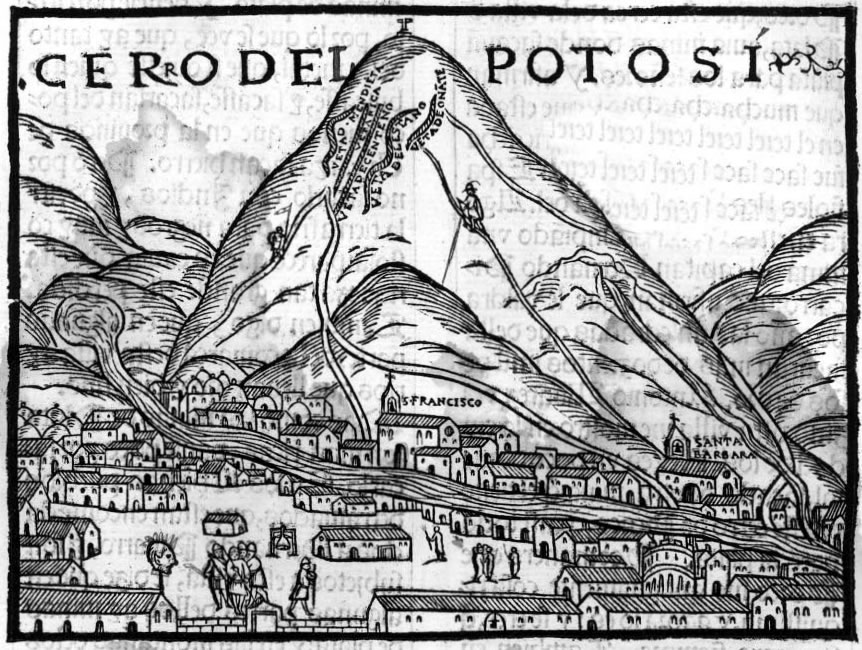
Primera imatge del Cerro Rico, a Potosí que va arribar a Europa

El 1544 els conquistadors castellans van descobrir les mines de plata a la zona del Cerro Rico, de a ciutat de Potosí, situada a la Reial Audiència de Charcas, que en l'actualitat és l'estat de Bolívia. Els conqueridors castellans primer utilitzaren als pobles originaris de la regió, aimares i quítxues perquè treballessin de manera forçosa a les mines. Com que la salut dels nadius amerindis que treballaven a les mines es debilitava ràpidament i que aquests morien o quedaven inútils per al treball forçós a les mines, els dominadors castellans van decidir anar a buscar nova mà d'obra en altres grups humans que consideraven més aptes. A principis del Segle XVII, els amos de les mines van començar a portar-hi esclaus negres en quantitat destacada, la majoria dels quals provenien de les Antilles o de zones del continent africà com l'actual Congo i Angola.
La vida en les mines no era fàcil per als esclaus d'origen africà perquè estaven situades a la regió andina, en la que hi predominen les temperatures fredes, a les que no estaven acostumats els africans que vivien en zones càlides en el seu continent originari. Això va fer que molts esclaus morissin pel fred o per l'altura, ja que la ciutat de Potosí està a 4070 metres sobre el nivell del mar. A més, part dels esclaus nadius o africans morien als sis mesos de treball aproximadament degut als gasos tòxics que inhalaven dins de les mines i al mercuri que utilitzaven per a processar el mineral. També es menciona que els esclaus havien de treballar en ambients foscos durant quatre mesos, després dels quals, quan sortien a l'exterior havien de tapar-se els ulls per a protegir-los de la llum del sol.
S'ha estimat que uns vuit milions d'africans i d'originaris amerindis van morir treballant a les mines entre el 1545 i el 1825, quan es va declarar la Indepèndència de Bolívia.

### ElsYungas

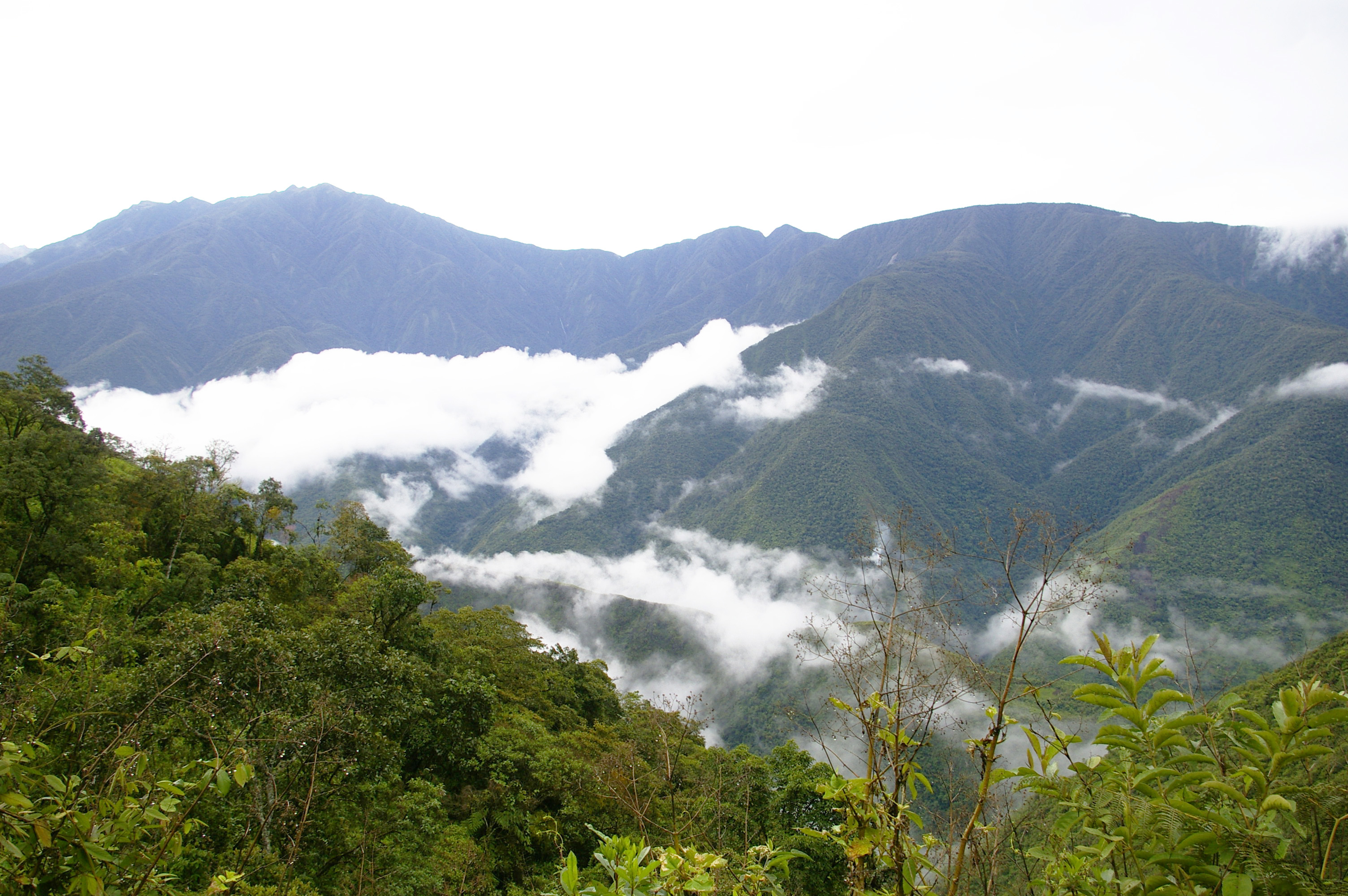
Els Yungas, zona situada al Departament de La Paz, a la franja sub-andina de Bolívia.

Degut a la reducció del mineral que era extret de les mines del Cerro Rico i a l'emanciupació dels esclaus negres al segle xix, la població afrodescendent es fa desplaçar a regions més càlides. Així, grups d'afrobolivians van arribar a Els Yungas, al Departament de La Paz a través de tres camins inques: El Choro, Taquesi i Yunga Cruz i es van assentar, entre altres a poblacions com Chicaloma i Mururata. Tot i això, van seguir treballant com esclaus per als propietaris terratinents realitzant treballs com el cultiu de la fulla de coca o els cítrics.
El tracte que van rebre els afrobolivians a les plantacions va anar millorant amb el pas del temps. Tot i que no rebien cap salari ni jornal (treballaven gratuïtament a canvi de la subsistència), els terratinents van arribar a fer més flexible les seves obligacions, en les quals els afrodescendents havien de treballar tres dies per al patró i un dia per a reposar la llenya o les necessitats de la propietat i durant la resta de la setana podien treballar en una petita parcel·la de terra que els havia entregat. A banda, els afrodescendents, a partir d'una època determinada, van passar d'estar obligats a treballar es dels 6 o 7 anys fins a estar-ho a partir dels 12 anys.
El 1945, el president Gualberto Villarroel va promulgar el Decret Suprem número 319, en el que es van abolir els serveis de ponguaje i de mitanaje, cosa que va afavorir els afrobolivians, ja que els alliberava de l'esclavitud efectiva i perquè se'ls va atorgar les terres que viuen i treballen en l'actualitat.

## Afrobolivians avui dia
En l'actualitat, la majoria dels afrobolivians es concentren a la regió dels Yungas, on conserven terres amb cultius permanents, sobretot de coca, que es la base econòmica de la llar i la font fonamental de l'economia de la comunitat. A més a més, també tenen cultius de cafè, cítrics, banana, iuca, papaia i cereals per a l'autoconsum. S'estima que a aquesta regió hi viuen uns 25.000 afrobolivians. A més a més, cal destacar que hi ha un nombre destacat d'afrodescendents a les ciutats més importants del país com La Paz i Santa Cruz de la Sierra.
En l'actualitat, la comunitat afroboliviana té una forta arrel cultural que està basada en els seus avantpassats africans. Les seves expressions culturals més destacades estan basades en el ball i la dansa. La seva influència més destacada en el conjunt de Bolívia és el ball i la música de la Saya, element cultural que defineix els afrobolivians. A més a més, els afrodescendents acompanyen els ritmes africans dels tambors amb les coples amb les quals improvisen estrofes d'expressió grupal i social. Els caporals és una dansa folklòrica boliviana creada pels germans Estrada Pacheco el 1969 que està inspirada en el personatge del caporal de la saya.
Els afrobolivians, a banda de la seva ascendència africana, es caracteritzen pe a tenir varietats dialectals pròpies, músiques i danses pròpies i una actitud i autorreconeixement com a grup. Tot i que també tenen ascendència aimara i criolla mestissa, conserven una personalitat pròpia. A més de tenir creences cristianes catòliques, conserven elements rituals de la macumba i del vuh-duh, sobretot a les poblacions de Chicaloma i de Mururata.
La nova Carta Magna de Bolívia de 2009 els afrobolivians van ser reconeguts com un dels 36 pobles originaris de Bolívia, cosa que va fer que es reconegués també les seves costums i tradicions, entre les que hi ha que tenen un rei propi, que a l'actual recau en Julio Pinedo.
En el cens de 2012 de Bolívia es van autoreconéixer 16.329 afrobolivians.

## Afrobolivians notables
- Ramiro Castillo, futbolista.
- Gustavo Pinedo, futbolista.
- Augusto Andaveris, futbolista.
- Ramiro Ballivián, futbolista.
- Julio Pinedo, rei afrobolivià.
- Bonifacio Pinedo, antic rei afrobolivià durant l'època de la colònia.